# Linde auf dem Anger in Breitzbach
Die Linde auf dem Anger in Breitzbach wurde bereits Mitte der 1930er Jahre zu einem Naturdenkmal erklärt. Sie ist der letzte noch stehende Baum einer Lindengruppe auf dem Dorfplatz unterhalb der Kirche, mit der sie den historischen Ortskern prägt.

## Standort
Der Anger befindet sich zwischen Lindenstraße und Sperlingsberg in der Ortsmitte von Breitzbach. Im Laufe der Zeit wurde er als Gerichtsstätte, Versammlungsort und Festplatz genutzt. Breitzbach, durch die hessische Gebietsreform seit Dezember 1970 ein Ortsteil der Gemeinde Herleshausen im nordhessischen Werra-Meißner-Kreis, wurde im Jahr 1545 erstmals erwähnt. In dieser und der folgenden Zeit, bis 1824, war das kleine Dorf, das nie mehr als 300 Einwohner besaß, im Besitz der Familie Treusch von Buttlar.
Die Landschaft um Breitzbach, die im südlichen Teil des Geo-Naturparks Frau-Holle-Land liegt, wird in der naturräumlichen Gliederung Deutschlands, die auf der Geografischen Landesaufnahme des Instituts für Landeskunde Bad Godesberg basiert, der Nesselröder Mulde (357.22) des Fulda-Werra-Berglands (357) zugeordnet. Nach Norden geht der Bereich in die Teileinheit Südliche Ringgauvorberge (483.40) der Nordwestlichen Randplatten des Thüringer Beckens (483) über.

## Dorflinde und Gerichtsbaum

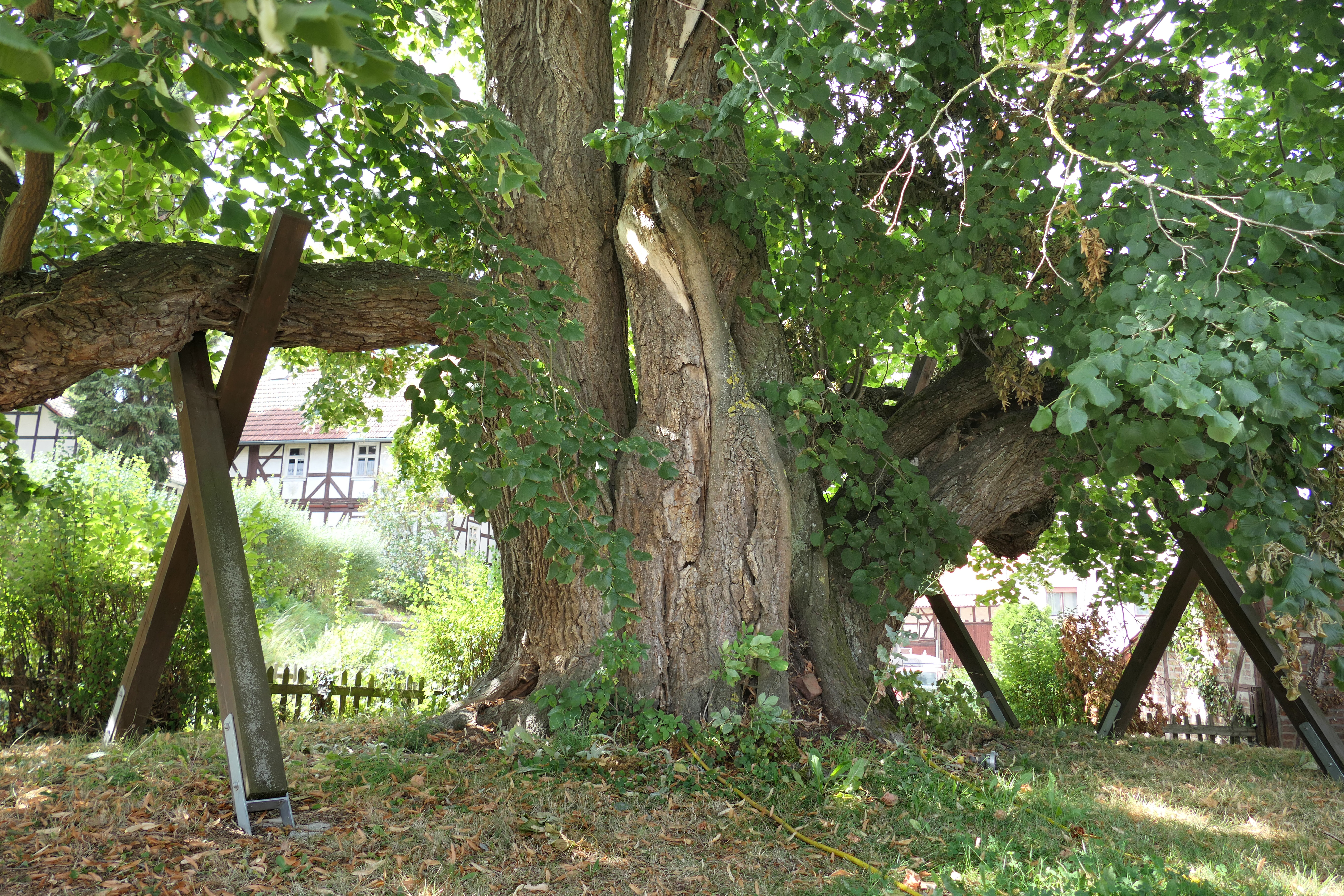
Holzstützen sollen ein weiteres Absenken der verbliebenen Äste verhindern

Für den Kunsthistoriker und Fotografen Thomas Wiegand stellt die Angerlinde den umfangreichsten und vielleicht auch ältesten Laubbaum im Kreisgebiet dar. In seinem 1984 erschienenen Buch Bäume aus dem Werraland vermutet er, dass ihre eher „seltsame Form“ durch eine frühere „Leitung“ entstand. Die Seitentriebe des jungen Baums wurden waagerecht über ein Gerüst gezogen, um später mit einer dichten und flachen Krone den Platz unter ihr für die Abhaltung von Gemeinde- und Gerichtsversammlungen zu überdachen. Wahrscheinlich ist die Linde, wie ältere Fotos vermuten lassen, zugleich noch stufig geschnitten worden. Durch das Fehlen einer stützenden Konstruktion bogen sich die Äste mit den Jahren durch ihr Eigengewicht immer mehr nach außen. Einige Äste sind dabei schon abgebrochen. Inzwischen sollen Holzstützen ein weiteres Absenken der verbliebenen Äste verhindern.
Ähnliche Formen wie die Breitzbacher Linde hatten die Linden in Archfeld und die Linde auf dem Anger in Holzhausen. Sie standen ebenfalls auf alten Treusch-Buttlarschen Gerichtsplätzen. Die dörfliche Rechtsprechung in den drei Orten war bis 1539 dem Kloster Fulda zustehend. Als die Treusche von Buttlar im 16. Jahrhundert durch Hessen und Sachsen mit Breitzbach belehnt wurden, gingen die niedere und peinliche Gerichtsbarkeit an sie über.

## Schutz
Die Linde wurde am 21. Juli 1936 mit einem damaligen Umfang von 7,80 m als Naturdenkmal ausgewiesen und steht als „rechtsverbindlich festgesetzte Einzelschöpfung der Natur“ unter besonderem Schutz. Als ehemalige Gerichtsstätte der Treusch von Buttlar wird der Anger wegen seiner kultur- und rechtsgeschichtlichen Bedeutung als ein Kulturdenkmal geschützt. Er ist Teil der „Gesamtanlage Breitzbach“, zu der Hofanlagen mittlerer Größe gehören, die sich in lockerer Gruppierung entlang der Lindenstraße, einer Durchgangsstraße, aneinanderreihen. Dieser Bereich wird aus ortsgeschichtlichen Gründen als erhaltenswert angesehen und steht unter Denkmalschutz.